# Список ігрових рушіїв

## Вільні рушії
| Назва                             | Опис | Приклади ігор                                                 |
| --------------------------------- | --- | ------------------------------------------------------------- |
| Doom engine                       | Перший у світі псевдотривимірний (2.5D) рушій гри, розроблений в компанії id Software Джон Кармак 1993 року. У грудні 1997 року вихідний текст рушія Doom для Linux був опублікований під невільною безкоштовною ліцензією. Пізніше вихідні тексти були переліцензовані під вільною ліцензією GNU General Public License. | Doom, Doom II: Hell on Earth та їх аддони, Heretic, HeXen     |
| Build Engine                      | Псевдотривимірний (2.5D) рушій гри, розроблений Кеном Сільверманом для компанії 3D Realms. Використовується в шутерах від першої особи. | Duke Nukem 3D, Shadow Warrior, Blood, Redneck Rampage         |
| Quake engine                      | Перший у світі повністю тривимірний рушій гри, розроблений в компанії id Software Джон Кармак 1996 року. 21 грудня 1999 року вихідний код рушія став відкритим, і ліцензія рушія змінилася на GNU General Public License.                                                                                                 | Quake і його аддони, HeXen II                                 |
| id Tech 2 раніше Quake II engine  | Оригінальний вільний (за ліцензією GNU General Public License) рушій гри ігри Quake II від Id Software. | Quake II і його аддони, Daikatana                             |
| id Tech 3 раніше Quake III engine | Оригінальний вільний (за ліцензією GNU General Public License) рушій гри ігри Quake III Arena від Id Software. | Quake III Arena, Call of Duty, Medal of Honor: Allied Assault |
| id Tech 4 раніше Doom III engine  | Оригінальний вільний (за ліцензією GNU General Public License) рушій гри ігри Doom 3. | Doom 3, Quake 4, Wolfenstein                                  |
| qFusion                           | Гібрид між рушієм id Tech 2 і id Tech 3. Власне, є вдосконаленим двигуном id Tech 2, що дозволяє використовувати ресурси форматів, використовуваних в id Tech 3. | Warsow                                                        |
| Tenebrae                          | Один з багатьох клонів рушія Quake. Орієнтований на значне підвищення якості освітлення. |                                                               |
| Cube                              | Належить однойменній комп'ютерній грі. | Cube                                                          |
| Agar                              | Високорівневий каркас графічного додатка, який використовується для розробки як 2D, так і 3D комп'ютерних ігор. |                                                               |
| Axiom Engine                      | Відгалуження, містить в основі графічний рушій OGRE. |                                                               |
| Andorra 2d                        | Andorra 2d [Архівовано 16 червня 2012 у Wayback Machine.] це 2D графічний рушій наступного покоління для Delphi та Lazarus. |                                                               |
| Boom                              | Порт вихідного коду гри Doom від TeamTNT. |                                                               |
| Godot                             | Відкритий багатоплатформовий 2D та 3D гральний рушій під ліцензією MIT, що був представлений в 2014 році. |                                                               |
| CheapHack                         | рушій на основі TomazQuake, який більше не розробляється. |                                                               |
| Cafu                              | відкритий графічний рушій, раніше називався Ca3D. |                                                               |
| Construct Classic                 | конструктор двовимірних і тривимірних ігор з відкритим сирцевим кодом для Windows (використовує DirectX 9). |                                                               |
| Crystal Entity Layer              | розширення рушія Crystal Space 3D Engine. |                                                               |
| Crystal Space                     | повний каркас для розробки 3D-застосунків. |                                                               |
| DarkPlaces                        | один з багатьох удосконалених вільно розповсюджуваних Quake engines. |                                                               |
| Daybreak motor                    | об'єктно-орієнтований графічний рушій для XNA (XNA 3d engine — Xbox, Windows). |                                                               |
| Delta3D                           | поєднує інші добре відомі безкоштовні проекти в просте API, спочатку розроблявся ВМС США. |                                                               |
| Ducttape Engine                   | відкритий ігровий рушій під ліцензією LGPL. |                                                               |
| DGD                               | об'єктно-орієнтований MUD рушій. |                                                               |
| Eternity Engine                   | вихідний порт рушія гри Doom. |                                                               |
| Exult                             | вільна реінкарнація ігрового рушія Ultima VII. |                                                               |
| FIFE                              | вільний 2D ISO рушій, підтримує ресурси Fallout 1 і 2. |                                                               |
| Game Blender                      | під-додаток Blender для створення ігор |                                                               |
| Game Maker                        | об'єктно-орієнтований програмний продукт для розробки ігор з drag-and-drop інтерфейсом та своєю скриптовою-мовою. |                                                               |
| GQ                                | рушій гри Quake, який включає в себе особливості з TomazQuake та DarkPlaces. |                                                               |
| GZDoom                            | основи ігрового рушія Doom, засновані на ZDoom. |                                                               |
| Genesis3D                         | 3D рушій реального часу для Windows. |                                                               |
| GemRB                             | вільна реалізація Infinity Engine. |                                                               |
| HGE                               | Haaf's Game Engine, рушій для створення 2D ігор. |                                                               |
| INSTEAD                           | програма-Інтерпретатор для простих текстових пригодницьких ігор. |                                                               |
| Jogre                             | клієнт/серверний ігровий рушій, написаний на мові Java, що містить API для онлайнових ігор реального часу (наприклад шашки, шахи та інше). |                                                               |
| Linderdaum                        | багатоплатформовий рушій, який використовує для рендера OpenGL 3 та OpenGL ES 2. |                                                               |
| MGF                               | ігровий фреймворк, який активно розвивається з відкритим вихідним кодом для ігрової консолі PSP на мові C++. |                                                               |
| MRPGe                             | ігровий рушій для Visual Basic, для двовимірних RPG-ігор, з вбудованою скрипт-мовою. |                                                               |
| M.U.G.E.N                         | двомірний рушій для ігор жанру файтинг (наприклад, Mortal Kombat). |                                                               |
| Multiverse Network                | MMOG платформа, що включає сервер, клієнт і інструментарій (безкоштовний для некомерційних продуктів). |                                                               |
| Nebula Device                     | тривимірний ігровий рушій реального часу, розроблений німецькою студією ігор Radon Labs. |                                                               |
| OctLight                          | ігровий рушій на Java, який використовує scene-graph, і перетворювати на базі Lightweight Java Game Library (LWJGL), використовуючи OpenGL. |                                                               |
| OMEGA Engine                      | простий у використанні 2D рушій. Використовує рендер DirectX 8 або OpenGL, для звуку — DirectSound. |                                                               |
| OSlib                             | бібліотека для портування старих ігор на PlayStation Portable, або написання 2D ігор у стилі ігор минулих років на мові C++. |                                                               |
| OGRE                              | відкритий графічний рушій, який є конкурентом «Nebula Device». |                                                               |
| Pentagram                         | проект створює ігровий рушій, який використовується у випущеній грі Ultima VIII: Pagan. |                                                               |
| PLIB                              | ігровий рушій, що включає в себе: 3D, звук, музику, графічні інтерфейс користувача, менеджери вікон, і пристосований для Linux/Windows/MacOSX. |                                                               |
| pH Engine                         | потужний та гнучкий ООП рушій, що використовує DirectX 9 (Рендер), DirectSound (Звук) та TCP/IP (Мережа). Можливість збагачення можливостями за допомогою плагінів. |                                                               |
| ProQuake                          | вдосконалений рушій гри Quake. |                                                               |
| RealmForge                        | ігровий рушій з відкритим кодом для Microsoft.NET Framework, попередник Visual3D.NET. |                                                               |
| Ren'Py                            | безкоштовний багатоплатформовий рушій, написаний на Python. Створений для візуальних романів (графічних квестів з діалогової системою) в 2D-графіці. |                                                               |
| rRenderer                         | ігровий рушій сучасного рівня написаний на VB6, для DX8. |                                                               |
| Sauerbraten                       | удосконалений рушій, відгалуження від рушія Cube. |                                                               |
| SmartX                            | ігровий рушій використовує платформу .NET Framework. Написаний на C#, але є можливість інтеграції в мови, які підтримують технологію NET. |                                                               |
| Storm3D                           | рушій використовує Direct3D 9, написаний на C++. |                                                               |
| Stratagus                         | багатоплатформовий ігровий рушій для стратегічних ігор реального часу. |                                                               |
| Telejano                          | змінений рушій гри Quake. |                                                               |
| URQ                               | популярний російський рушій для створення ігор в жанрі Interactive Fiction. |                                                               |
| vbGORE                            | рушій з відкритим вихідним кодом, на основі якого можна створити двомірну онлайнову гру з деякими 3D ефектами. |                                                               |
| Yake                              | об'єктно-орієнтований рушій, написаний на C++. |                                                               |
| ZDoom                             | один з багатьох портів з початкових кодів Doom. |                                                               |

## Комерційні рушії
| Перший реліз | назва                         | Опис | Приклади ігор |
| ------------ | ----------------------------- | --- | --- |
| 1987         | SCUMM                         | Використано в графічних іграх пригодницького жанру компанією LucasArts | Maniac Mansion, Full Throttle |
| 1988         | Gold Box                      | Популярний рушій 1988—1993 років, написаний фірмою SSI для створення рольових ігор системи Dungeons & Dragons під операційною системою MS-DOS | Pool of Radiance, Curse of the Azure Bonds |
| 1993         | INSANE                        | Використано в квестах від LucasArts | Star Wars: Rebel Assault |
| 1994         | XnGine                        | Ігровий рушій, розроблений Bethesda Softworks. Перший рушій з повністю тривимірними текстурованими ворогами та вільним оглядом мишею | The Terminator: Future Shock, The Elder Scrolls II: Daggerfall |
| 1994         | Glacier engine                | Ігровий рушій компанії IO Interactive, який використовується у власних проектах. Зараз розвиток рушія призупинено | Hitman: Codename 47, Hitman 2: Silent Assassin, Freedom Fighters, Hitman: Contracts,Hitman: Blood Money, Kane & Lynch: Dead Men, Mini Ninjas, Kane & Lynch 2: Dog Days |
| 1995         | BRender                       | Графічний рушій реального часу для комп'ютерних ігор, симуляторів, і графічних інструментів | 3D Movie Maker, Carmageddon 2 |
| 1995         | Jedi                          | Ігровий рушій, розроблений LucasArts для ігор Star Wars: Dark Forces та Outlaws. Позиціонувався як основний конкурент Build Engine з вийшли в тому ж році Witchaven. | Star Wars: Dark Forces, Outlaws |
| 1995         | Vampire                       | Графічний рушій для внутрішнього використання Raven Software. Спочатку використовувався в шутері від першої особи Necrodome, однак дві наступні гри були виконані як top-down шутери | Necrodome, Mageslayer, Take No Prisoners |
| 1996         | RenderWare                    | Ігровий рушій, розроблений Criterion Software та розвивається до сьогоднішнього часу. Використовується в іграх самих різних жанрів | Scorched Planet, Grand Theft Auto: San Andreas, The Movies |
| 1997         | Sith                          | Ігровий рушій, розроблений LucasArts | Jedi Knight: Dark Forces II і її доповнення |
| 1998         | Infinity Engine               | Рушій для ігор з попередньо промальованим фоном, використовувався для створення серії рольових ігор світу Dungeons & Dragons | Baldur's Gate, Planescape: Torment, Icewind Dale |
| 1998         | GoldSrc                       | Сильно змінений рушій гри Quake. | Half-Life, Counter-Strike та численні модифікації |
| 1998         | Unreal Engine                 | Один з популярних рушіїв для ігор (переважно жанру 3D-шутер). Остання версія — Unreal Engine 3.5, яка, незважаючи на ціну більше $350 000 є одним з найпопулярніших рушіїв. В цей момент з'явилася можливість створювати ігри на Unreal Engine 3 безкоштовно (Unreal Development Kit).               | Серія ігор Unreal, Deus Ex, Gears of War |
| 1998         | Lithtech                      | Основний конкурент (зокрема, остання версія Jupiter Extended) рушіїв Source та Unreal Engine. Переважно використовується розробником (Monolith Productions) для створення відеоігор хоррор-спрямованості.                                                                                            | Shogo: Mobile Armor Division, F.E.A.R. 2: Project Origin, Condemned, Condemned 2                                                                                       |
| 1998         | GrimE                         | Рушій, розроблений LucasArts на основі Sith та SCUMM | Grim Fandango |
| 1998         | AtmosFear                     | Потужний ігровий рушій компанії Action Forms, використовувався практично у всіх власних іграх та багатократно удосконалювався. | Серія ігор «Carnivores», Вівісектор: Звір усередині, Анабіоз: Сон розуму.                                                                                              |
| 2001         | Gamebryo                      | багатоплатформовий ігровий рушій, написаний на C++. | Dark Age of Camelot, The Elder Scrolls IV: Oblivion, Fallout 3, Divinity II: Ego Draconis                                                                              |
| 2001         | SAGE (раніше W3D, також RNA)  | Використовувався для створення стратегій реального часу | Emperor: Battle for Dune, Command & Conquer: Red Alert 3 |
| 2001         | Serious Engine                | Рушій для 3D-шутерів компанії Croteam | Serious Sam |
| 2001         | BlitzTech                     | Комерційний рушій, розроблений Blitz Games Studios. Активно допрацьовується і розвивається. | The Mummy Returns, The House of the Dead: Overkill, Dead to) : Retribution та ін                                                                                       |
| 2001         | Prism3D                       | Рушій SCS Software, використовувався в іграх різного спрямування — симулятори полювання, автосимулятор, платформери і т. д. | 18 Wheels of Steel (серія ігор); Hunting Unlimited (серія ігор); Euro Truck Simulator й інші ігри.                                                                     |
| 2001         | Geo-Mod                       | Рушій, розроблений Volition Inc. в 2001 році, який використовується в грі Red Faction, і частково використаний для Red Faction 2. Цей рушій дозволяє руйнувати ландшафт рівня протягом гри. Існує також друга версія рушія, використана в Red Faction: Guerrilla.                                    | Red Faction, Red Faction 2, Red Faction: Guerrilla |
| 2001         | Bugbear Game Engine           | Рушій для гоночних ігор від компанії Bugbear Entertainment. | Серія ігор «FlatOut» та інші ігри. |
| 2002         | LS3D engine                   | Рушій, розроблений Illusion Softworks (зараз 2K Czech) для гри Mafia: The City of Lost Heaven. | Mafia: The City of Lost Heaven, Hidden & Dangerous 2, Chameleon |
| 2002         | Aurora Engine                 | Рушій наступник Infinity Engine. На відміну від попередника, використовує повністю тривимірну графіку. | Neverwinter Nights, Відьмак |
| 2002         | Coldstone Game Engine         | Рушій компаній Beenox Studios та Ambrosia Software, створений для рольових ігор та квестів. Підтримується лише ізометрична проєкція графіки. | Pillars of Garendall. |
| 2002         | CPAL3D                        | Рушій, який використовувався переважно в іграх жанру пригодницька відеогра. | Memento mori та інші. |
| 2003         | Jade                          | Ігровий рушій, який використовується в іграх Ubisoft | Beyond Good & Evil, кілька ігор серії Prince of Persia |
| 2003         | Saber3D                       | Ігровий рушій від Saber Interactive, використаний сторонніми розробниками для створення шутерів від першої особи | Will Rock, Timeshift |
| 2003         | CloakNT                       | Ігровий рушій компанії Cauldron HQ, застосовується у всіх власних розробках з 2003 року. | Chaser, Conan: The Dark Axe, Soldier of Fortune: Payback та ін |
| 2004         | Source                        | Популярний ігровий рушій від Valve Corporation, що прийшов на заміну GoldSrc | Half-Life 2 та її продовження, Counter-Strike: Source, Garry's Mod, Vampire: The Masquerade – Bloodlines, SiN Episodes: Emergence                                      |
| 2004         | id Tech 4 раніше рушій Doom 3 | Наступна версія рушія від id Software після id Tech 3. Створено Джоном Кармаком. | Doom 3, Quake 4, Prey, Enemy Territory: Quake Wars, Wolfenstein, Brink                                                                                                 |
| 2004         | CryEngine                     | Ігровий рушій, розроблений фірмою Crytek. | Far Cry і її консольні доповнення, а також Aion: The Tower of Eternity.                                                                                                |
| 2004         | Vengeance Engine              | Рушій, заснований на Unreal Engine, але використовує фізичну підсистему Havok і свою систему візуалізації | Tribes: Vengeance, BioShock |
| 2005         | Serious Engine 2              | Рушій від Croteam, який був спеціально розроблений для гри Serious Sam 2 | Serious Sam 2 |
| 2005         | TheEngine                     | універсальний рушій, останнім часом один із найпопулярніших на території СНД. | Магія крові, King's Bounty: The Legend |
| 2005         | Dagor Engine                  | багатоплатформовий ігровий рушій російської розробки, що використовувався в іграх різних жанрів | Параграф 78, Братва та кільце |
| 2005         | Reality Engine                | Ігровий рушій компанії Artificial Studios, 2005 року придбаний Epic Games для подальшої інтеграції в Unreal Engine. | CellFactor: Combat Training, CellFactor: Revolution |
| 2006         | Electron Engine               | Наступна після Aurora Engine версія рушія для рольових ігор у всесвіті Dungeons & Dragons | Neverwinter Nights 2 |
| 2006         | HPL Engine                    | Внутрішній рушій компанії Frictional Games, призначений для ігор в жанрі survival horror та використовується у всіх іграх компанії. Використовує фізичний рушій Newton Game Dynamics. | Всі ігри серії Penumbra, Amnesia: The Dark Descent |
| 2006         | YETI engine                   | Модифікація рушія Unreal Engine 2 від Ubisoft, що використовувалась спочатку в іграх для Xbox 360. Модифікований рендерер. | Tom Clancy's Ghost Recon Advanced Warfighter, Beowulf, Lost: Via Domus та ін                                                                                           |
| 2006         | Genome                        | Сильно змінений Gothic engine. Тільки для використання всередині компанії. | Gothic 3 |
| 2007         | X-Ray                         | Ігровий рушій, розроблений GSC Game World. Дуже технологічний, підтримує рендерінг з використанням Direct3D 8, Direct3D 9, Direct3D 10, Direct3D 10.1, Direct3D 11. | Серія ігор STALKER |
| 2007         | CryEngine 2                   | Найбільший технологічний ігровий рушій серед аналогів на момент свого виходу. Розроблений фірмою Crytek, є розвитком CryEngine. Є ПК-ексклюзивним ігровим рушієм та підтримує тільки платформу Microsoft Windows. На сьогодні CryEngine 2 ліцензували близько 15 компаній та інших установ.          | Crysis, Crysis Warhead, Crysis Wars, Merchants of Brooklyn, Entropia Universe, Blue Mars (в розробці)                                                                  |
| 2007         | Anvil engine                  | Рушій розробки Ubisoft Montreal, вперше використаний в грі Assassin's Creed. | Assassin's Creed, Shaun White Snowboarding, Prince of Persia (2008), Assassin's Creed II                                                                               |
| 2008         | RAGE                          | Ігровий рушій компанії Rockstar Games, яка використала його як базис для своїх комп'ютерних ігор на базі Xbox 360 та PlayStation 3 | Grand Theft Auto IV і її аддони, Red Dead Redemption, Max Payne 3 |
| 2008         | Dreamworld                    | Ігровий рушій компанії Funcom. Використовується в розробках власних ігор. Є одним з найбільш технічно продвинених двигунів в ММО іграх. Підтримує DirectX 9/DirectX 10. | Age of Conan: Hyborian Adventures, The Secret World |
| 2008         | Dunia Engine                  | Ігровий рушій, розроблений Ubisoft Montreal. Є кросплатформним (ПК, PlayStation 3, Xbox 360) і одним з найбільш технологічних ігрових рушіїв на момент свого виходу. Один з небагатьох рушіїв, що використовують Direct3D 10.1.                                                                      | Far Cry 2, James Cameron's Avatar: The Game |
| 2008         | Frostbite Engine              | Ігровий рушій компанії EA Digital Illusions CE, розроблений на заміну попереднього рушія Refractor Engine. Багатоплатформовий (ПК, PlayStation 3, Xbox 360). Використовує DirectX 9, DirectX 10, Direct3D 10.1, DirectX 11.                                                                          | Battlefield: Bad Company, Battlefield: Bad Company 2, Battlefield 3, Battlefield 1943, Need for Speed: The Run, Medal of Honor (тільки мультиплеер)                    |
| 2009         | Eclipse Engine                | Ігровий рушій від BioWare, зроблений для використання у власних іграх. | Dragon Age: Origins та доповнення |
| 2009         | Crystal Tools                 | Ігровий рушій від Square Enix, зроблений для використання у власних іграх. Реалізована підтримка Dolby Digital EX, поліпшена анімація осіб, і можливість рендера кат-сцен високої деталізації. Підтримує Xbox 360, PlayStation 3, персональний комп'ютер а також багатокористувацькі онлайнові ігри. | Final Fantasy XIII Final Fantasy Versus XIII Final Fantasy XIV |
| 2009         | CryEngine 3                   | Ігровий рушій від Crytek, який є покращеною версією CryEngine 2. Основною відмінністю є підтримка ігрових приставок PlayStation 3, Xbox 360, їх спадкоємців, а також багатокористувацьких онлайнових ігор.                                                                                           | Crysis 2 Warface |
| 2009         | Serious Engine 3              | Третій рушій від Croteam в лінійці Serious Engine. Додана підтримка ігрових приставок сьомого покоління, а також сучасних графічних ефектів. | Serious Sam HD: The First Encounter, Serious Sam HD: The Second Encounter, Serious Sam 3: BFE                                                                          |
| 2010         | Illusion Engine               | Рушій, розроблений 2K Czech для внутрішнього використання. | Мафія II |
| 2010         | id Tech 5                     | Рушій від id Software, як заміна id Tech 4. | Rage, Doom 4 |
| 2010         | HydroEngine                   | Сучасний рушій, головна особливість якого — технологія моделювання потоків рідини (води) в реальному часі. | Hydrophobia |
| 2010         | 4А Engine                     | Ігровий рушій розроблений українською студією 4A Games. Підтримує рендерінг з використанням Direct3D 9, Direct3D 10, Direct3D 10.1, Direct3D 11. | Метро 2033, Metro: Last Light |
| 2011         | Creation Engine               | | The Elder Scrolls V: Skyrim, Fallout 4 |
| 2013         | CryEngine 4                   | | Ryse: Son of Rome |
| 2014         | Serious Engine 4              | Четвертий рушій від Croteam в лінійці Serious Engine. Додана підтримка ігрових консолей восьмого покоління, а також сучасних графічних ефектів. | The Talos Principle, Serious Sam 4 |
| 2015         | Source 2                      | Новий ігровий рушій від Valve. | Dota 2 Reborn |
| 2016         | id Tech 6                     | Революційний рушій id Software. Використовує освітлення за допомогою рейкастінга, воксельну геометрію для ландшафту й октодерва для реалізації LOD. Геометричні дані зберігаються за допомогою Sparse Voxel Octree.                                                                                  | DOOM |
| 2018         | Core                          | Новий графічний рушій для World of Tanks. | World of Tanks |

- Arcane Engine — розроблено Wolfpack Studios для Shadowbane.
- Auran Jet — рушій, розроблений австралійською компанією AURAN що було використано у грі Trainz.
- Baja Engine — рушій професійної якості, що використовується для гри The Lost Mansion.
- Blitz3D — графічний рушій зі своєю мовою програмування BlitzBasic.
- C4 Engine — ігровий рушій наступного покоління від Еріка Ленгел  [Архівовано 4 липня 2008 у Wayback Machine.].
- Dark engine — застарілий рушій, використаний для ігор Looking Glass Studios.
- Earth-4 Engine — графічний рушій, який використовується в Earth 2160.
- Explorations — рушій для створення двовимірних MMO.
- GEM - графічний ігровий рушій від українських розробників Best Way
- GH Engine — рушій, розроблений спеціально для ігор серії Guitar Hero.
- IMUSE — спеціально розроблений рушій для синхронізації музики з візуальними діями.
- KjAPI — технологія C + + для створення ігор і тривимірних додатків для ПК.
- Medusa (ігровий рушій) — ігровий тривимірний рушій на C + + розроблений Palestar та використаний в грі DarkSpace MMO. В ньому є симуляція ігрового світу, єдиний інструмент контролю версій, реалізація активів, кросплатформенна підтримка та вбудована система клієнт/сервер.
- Hedgehog Engine — двох/тривимірний рушій для ігор серії Sonic the Hedgehog (починаючи з гри Sonic Unleashed).
- Odyssey Engine — використовується для створення тривимірних рольових ігор, а також гри Star Wars: Knights of the Old Republic.
- ORE — онлайновий рушій для рольових ігор.
- Quasar — ігровий об'єктно-орієнтований рушій наступного покоління, що розробляється компанією Syide Technologies.
- Power Render — пакет для розробки ігор і тривимірних уявлень.
- Retribution Engine — ігровий рушій для створення ігор в стилі екшен.
- Revolution3D — тривимірний графічний рушій, розроблений X-Dream Project.
- Shark 3D — щось середнє між Spinor для ПК, відео іграми та тривимірними додатками реального часу.
- Silent Storm engine — тривимірний ігровий рушій для тактичних стратегій (напр. Silent Storm).
- Torque Game Engine — змінена версія ігрового тривимірного рушія, попередньо розроблена Dynamix для гри 2001 FPS Tribes 2
- TOSHI — багатоплатформовий ігровий рушій четвертого покоління, розроблений Blue Tongue Entertainment.
- Truevision3d — тривимірний ігровий рушій, що використовує DirectX API.
- Unigine — багатоплатформовий middleware.
- Unity (рушій гри) — багатоплатформовий інструмент для розробки дво- та тривимірних застосунків та ігор.
- Vicious Engine — ігровий рушій, портований під Microsoft Windows, Sony PlayStation 2, Microsoft Xbox, І Sony PlayStation Portable
- 3DGame Studio — інструмент для швидкого прототипування та розробки 3D програм.
- Havok Vision Engine (попередньо: Trinigy Vision Engine) — ігровий рушій, розроблений компанією Trinigy.
- Visual3D.NET — тривимірна платформа для візуальної розробки оточення, побудована на Microsoft.NET 2.0 і XNA Framework для розробки під PC, Xbox 360, і пристроїв Windows Mobile, що підтримує C #, Visual Basic, J# (Java), C + +. NET, JScript. NET, IronPython, і візуальне скриптування. (www.visual3d.net [Архівовано 10 липня 2017 у Wayback Machine.])
- Virtools — рушій для створення ігор, тренажерів та симуляторів, 3D Internet і систем віртуальної реальності. (www.virtools.com [Архівовано 18 грудня 2014 у Wayback Machine.])
- WGAF — ігровий рушій, розроблений Guild Software, який використовується в їх MMORPG Vendetta Online.
- White Engine — ігровий рушій сьомого покоління, що належить Square-Enix, буде використаний в їх проектах для PS3. Продумана можливість використання заздалегідь промальованої якісної CGI графіки в реальному часі.
- Xors3d Engine — рушій для створення тривимірних ігор. Почав своє існування як бібліотека що динамічно підключається для Blitz3D, яка дозволяє використовувати GAPI DirectX9.
- Zero — тривимірний ігровий рушій, який використовується в іграх Зоряні війни. Війни клонів, Star Wars: Battlefront і Star Wars: Battlefront II.
- LyN engine — рушій компанії Ubisoft, який використовується у власних розробках.
- Vicarious Visions Alchemy — рушій компанії Intrinsic Graphics.
- Luminous Studio — ігровий рушій який розробляється компанією Square Enix.